# دنباله‌دار دم‌سرخ
دنباله‌دار دم‌سرخ (نام علمی: Sappho sparganura) نام یک گونه از زیرخانواده مگس‌مرغیان است.

## نگارخانه

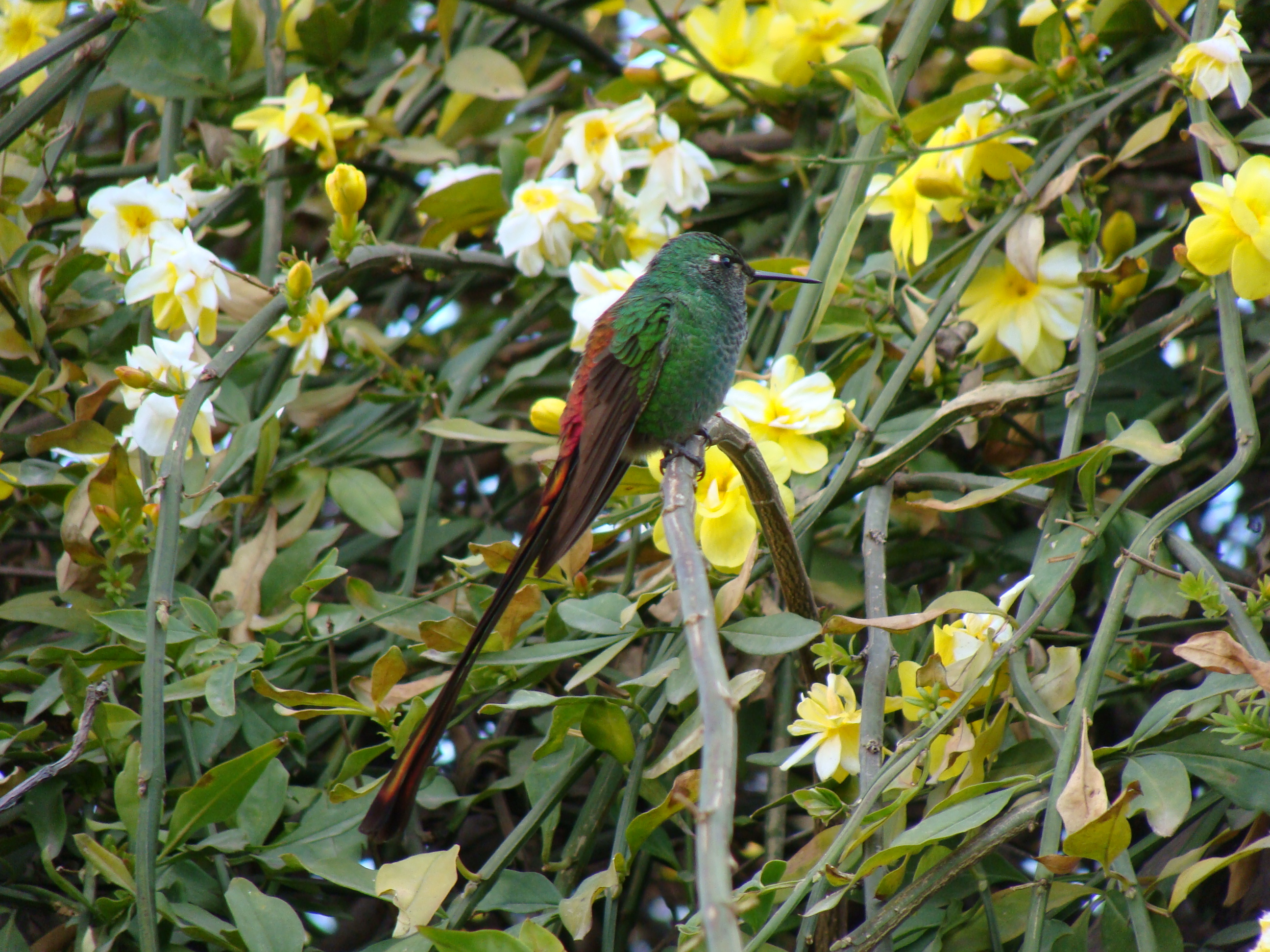